# Fosfatidylcholine

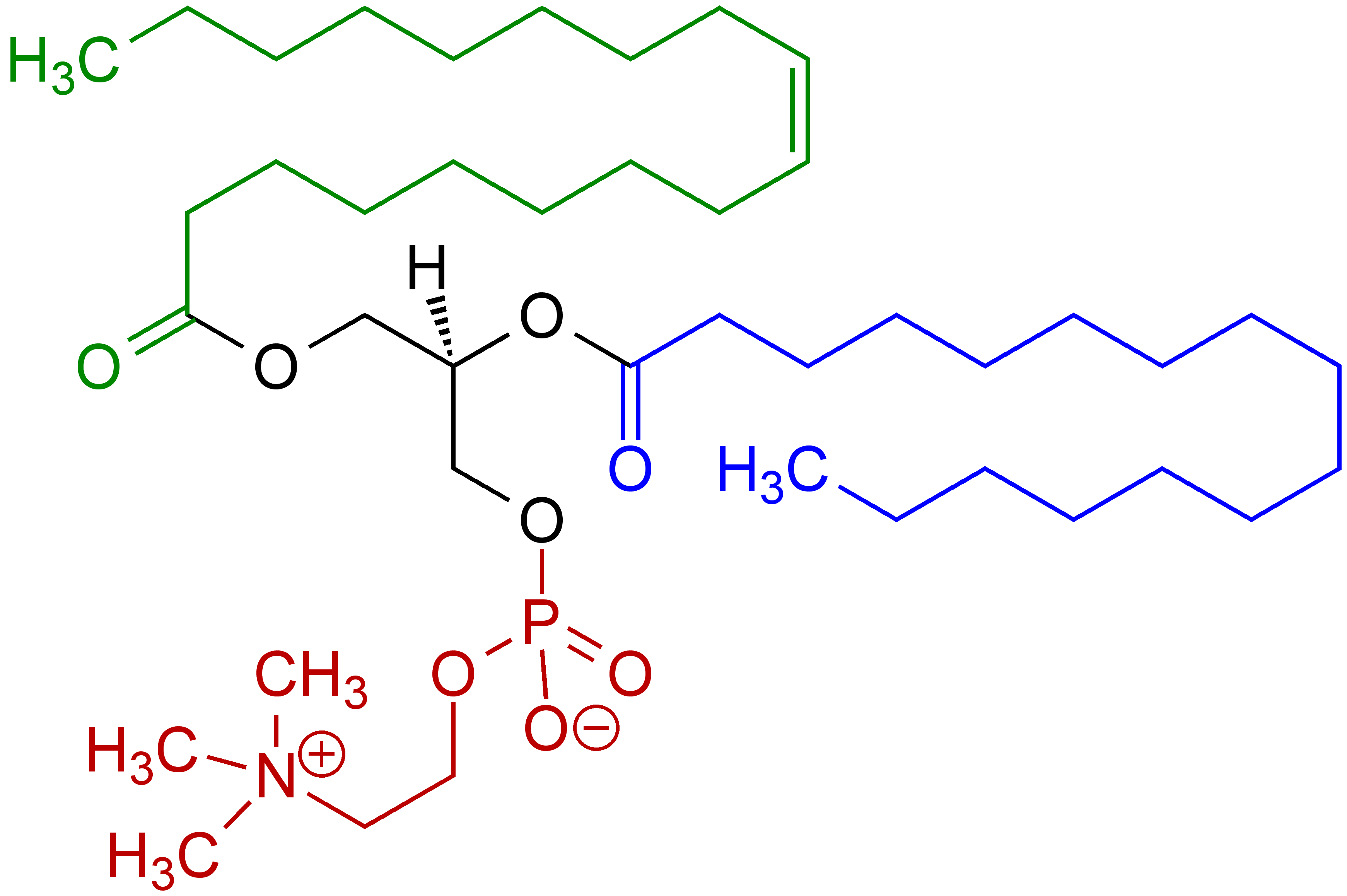
1-Oleoyl-2-palmitoyl-fosfatidylcholine

Fosfatidylcholine (afgekort tot PC) is een subklasse van de fosfolipiden, die choline in hun hydrofiele hoofdgroep incorporeren.
Ze vormen een belangrijk component van biomembranen en zijn gemakkelijk te verkrijgen uit een brede waaier aan bronnen, zoals eierdooiers en sojabonen. Hieruit worden ze dan mechanisch of chemisch met behulp van hexaan geëxtraheerd.
Bovendien maken ze deel uit van de lecithinegroep van geel-bruinachtige vetsubstanties, die zowel in dierlijk als in plantaardig weefsel voorkomen. Dipalmitoyl-fosfatidylcholine of lecithine is een belangrijk onderdeel van de pulmonaire surfactanten en wordt vaak gebruikt in de L/S-ratio om foetale longmaturiteit te meten. Hoewel fosfatidylcholines in alle planten- en dierencellen voorkomen, komen ze niet in de biomembranen van bacteriën voor, inclusief Escherichia coli. Zuivere fosfatidylcholine wordt commercieel geproduceerd.